# Maria Theresa de Löwenstein-Wertheim-Rosenberg
Maria Theresa de Löwenstein-Wertheim-Rosenberg (germană Maria Theresa, Prinzessin von Löwenstein-Wertheim-Rosenberg; 4 ianuarie 1870, Roma – 17 ianuarie 1935, Viena) a fost prințesă de Löwenstein-Wertheim-Rosenberg și membră a Casei de Löwenstein-Wertheim-Rosenberg prin naștere. Soțul ei a fost Miguel Januário de Bragança, pretendent la tronul Portugaliei în perioada 1866 - 1920.